# الأثر البيئي لمنتجات التنظيف
يترتب على الأثر البيئي لمنتجات التنظيف عواقب تنتج عن المركبات الكيميائية في منتجات التنظيف. قد تكون عوامل التنظيف نشطة حيويًا وذات عواقب تتراوح من الخفيفة إلى الشديدة. يمكن أن تحتوي منتجات التنظيف هذه على مواد كيميائية ضارة لها تأثيرات مدمرة على البيئة. رُبطت مواد التنظيف بمسببات اضطراب الغدد الصماء والنمو.

## الكيماويات وتأثيرها

### إيثوكسيلات ألكيل فينول
تستخدم إيثوكسيلات ألكيل فينول (إيه بّي إي) على نطاق واسع في المنتجات المنزلية مثل المطهرات ومنتجات التنظيف متعددة الأغراض. توجد هذه المواد الكيميائية المحددة في 55% من سوق التنظيف المنزلي. تعد عرضة للتحلل الميكروبي أو الكيميائي الضوئي إلى ألكيلات الفينول: وهي مركبات محبة للدهون ومشابهات هرمون. ارتبطت إيثوكسيلات ألكيل فينول ارتباطًا مباشرًا باضطراب الغدد الصماء. وكشفت تحقيقات إضافية أن ألكيلات الفينول مشابهات الهرمون ترتبط بمستقبلات الإستراديول وتمنع الارتباط المناسب ووظيفة الإستراديول. أظهرت ذكور أسماك السلمون المرقط (التراوت) في الأنهار الملوثة بالألكيل فينول انخفاضًا في نمو الخصية وأنتجت فيتيلوجينين بمقدار 570.000 مرة أكثر من ذكور التراوت المسيطرة. تجاوزت كميات الفيتيلوجينين المذهلة، وهي مقدمة للبروتينات الدهنية والفوسفاتية التي تشكل بروتين صفار البيض، في ذكور التراوت من نهر ليا في إنجلترا مثيلتها لدى الإناث قبل الإباضة مباشرةً.

### التريكلوسان
التريكلوسان (تي سي إس) هي مادة كيميائية مضادة للميكروبات تستخدم عادةً في المنازل كعامل مضاد للبكتيريا والفطريات توجد في الصابون والمنظفات والمطهرات الأخرى. يُصرف 96% من المنتجات المنزلية الحاوية على التريكلوسان في النهاية في الصرف الصحي، لذا، يوجد التريكلوسان غالبًا في البيئات المائية، وفُحصت مستويات التريكلوسان في جميع أنحاء الولايات المتحدة لتحديد الكميات الموجودة في البيئة. وجدت أبرز مستويات التريكلوسان في مياه الصرف الصحي (بتركيز يصل حتى 26.2 ميكروغرام) وكانت مرتفعة للغاية في المواد الحيوية الصلبة الموجودة في حمأة الصرف الصحي (بتركيز يصل حتى 35,000 ميكروغرام). حتى بعد معالجة مياه الصرف الصحي، ظلت تحتوي تركيزات مرتفعة من التريكلوسان تصل حتى 2.7 ميكروغرام. يشكل التريكلوسان تهديدًا بيئيًا بسبب تراكمه البيئي واستدامته، إذ تستحيل إزالته بالكامل. عمومًا، وجد التريكلوسان في 57.6% من الأنهار والجداول المفحوصة في أنحاء الولايات المتحدة. بالإضافة إلى ذلك، تنتقل مستويات التريكلوسان عبر الماء إلى الحياة البحرية. تُعرف المواد الكيميائية الأخرى التي تنشأ كمنتج ثانوية للتريكلوسان باسم منتجات التحلل.  يُنتج ميثيل تريكلوسان (إم تي سي إس) في أثناء معالجة مياه الصرف الصحي كنتيجة لمثيلة التريكلوسان، وهو غير قابل للتحلل الحيوي ومستديم للغاية في جميع أنحاء البيئة. بالإضافة إلى ذلك، يؤدي تحول التريكلوسان في أثناء التصنيع إلى إنتاج الديوكسينات وطرحها في الموائل المائية. ثبت أن الديوكسينات تسبب السرطان بالإضافة إلى مشاكل نمو هائلة في كل أنواع الفقاريات تقريبًا. وجد التريكلوسان في الحلزونات المائية والطحالب خصوصًا، بمستويات مختبرة تراوحت بين 500 ميكروغرام و1400 ميكروغرام في الكيلوغرام الواحد. وبالمثل، وجد أن ميثيل تريكلوسان يتراكم بيولوجيًا في الأنواع، وفي الحلزونات المائية والطحالب، التي بينت الاختبارات أنها تحتوي على 1,200 ميكروغرام في الكيلوغرام الواحد. وبالتالي، يشكل وجود التريكلوسان في الماء تهديدات هائلة للحياة المائية بسبب تراكمه البيولوجي.

### هيبوكلوريت الصوديوم (مبيض منزلي)
هيبوكلوريت الصوديوم (إس إتش) هو المادة الكيميائية المعروفة باسم المبيض المنزلي. وهي مادة كيميائية قوية تستخدم لأغراض مكافحة الميكروبات. يعتبر المبيض أيضًا عنصرًا شائعًا في التراكيب الكيميائية لفك انسداد المصارف وغسل الملابس وتنظيف المراحيض. يعني ذلك أنه يُسكب مباشرة في مياه الصرف الصحي، ويتراكم بيولوجيًا ولا يمكن ترشيحه بالكامل. تثير هذه المادة الكيميائية مخاطر بيئية لأنها تتفاعل لتسبب مركبات عضوية متطايرة (فّي أو سي) مهلجنة. تتفاعل هذه الانبعاثات مع المواد الكيميائية الأخرى لتسبب تدمير أوزون الستراتوسفير. يحتوي هيبوكلوريت الصوديوم أيضًا على خصائص مسرطنة يمكن أن تكون مسرطنة للكائنات الحية. وبالتالي، تساهم هذه المادة الكيميائية بشكل كبير في تراكم تلوث الهواء وتكوين الضباب الدخاني.

### هيدروكسيد الأمونيوم (الأمونيا)
الأمونيا هي مادة كيميائية مطهرة تستخدم في منتجات التنظيف المنزلية. تعتبر منظفات الأرضيات ومنظفات الزجاج أكثر منتجات التنظيف التي تحتوي على الأمونيا شيوعًا. تعد الأمونيا من ملوثات الهواء الهامة المتراكمة في جميع أنحاء الولايات المتحدة. وتعد مصدرًا رئيسيًا لأكسيد النيتروجين، الذي له آثار على التنوع البيولوجي بسبب آثاره السامة على النباتات، التي تعد مصدرًا غذائيًا للعديد من الكائنات الحية. تمر الأمونيا التي لا تمتصها النباتات بعمليات النترتة بسبب البكتيريا الموجودة في الماء وتتحول إلى نترات. يؤثر ذلك سلبًا على البيئة، إذ يعد وجود الأمونيوم جزءًا لا يتجزأ من دورة النيتروجين.

### الغاز الدافع
تحتوي المنتجات المعبأة في عبوات البخاخ على مادة كيميائية تعرف باسم الغاز الدافع. يسمى هذا الغاز الدافع غالبًا مركبات الكلوروفلوروكربون (سي إف سي). ثبت أن مركبات الكلوروفلوروكربون تلحق الضرر بطبقة الأوزون وتسبب ثقب الأوزون. لذا حظرت هذه المركبات في عام 1996 مباشرةً بسبب آثارها البيئية الضارة. جاء هذا الحظر نتيجة لبروتوكول مونتريال لعام 1989، الذي دعا إلى اتخاذ إجراءات لتقليل المواد المستنفدة لطبقة الأوزون والقضاء عليها. بعد حظر مركبات الكلوروفلوروكربون، ملئت البخاخات بالهيدروكربون أو بالغازات المضغوطة، والتي ارتبطت بالانطلاق مركبات عضوية متطايرة مرتبطة بالضباب الدخاني وتلوث الهواء.

### الفوسفات
يشيع استخدام الفوسفات كمنظف في مجموعة واسعة من منتجات التنظيف. يعد ثلاثي فوسفات خماسي الصوديوم (بّي تي إس بّي) الموجود في المنظفات المنزلية الشكل الأكثر انتشارًا من الفوسفات. لا يمكن إزالة ثلاثي فوسفات خماسي الصوديوم ومركبات الفوسفات الأخرى بالكامل في أثناء معالجة مياه الصرف الصحي. ورُبط بفرط المغذيات، الذي يؤدي إلى النمو المفرط للطحالب، التي تمتص كل الأكسجين الموجود في الماء. يسبب نقص الأكسجين موت جميع أشكال الحياة المائية التي تتراوح من النباتات إلى الحيوانات البحرية. يشكل فرط المغذيات خطرًا بيئيًا جسيمًا يمكن أن يدمر النظم البيئية البحرية بسرعة، ما يجعل من نجاة الحياة المائية حتى المستقبل أمرًا مستحيلًا.

## التنظيم الحكومي في الولايات المتحدة
من الناحية التنظيمية، قادت وكالة حماية البيئة (إي بّي إيه) التطورات التنظيمية في السنوات الأخيرة. فصدر قانون التحكم بالمواد السامة (تي إس سي إيه) في عام 1976. دعا هذا القانون إلى فرض قيود على بعض المواد الكيميائية والإبلاغ الإلزامي عن المكونات ومتطلبات الاختبار. شملت بعض المواد الكيميائية المقيدة مركبات ثنائي الفينيل متعدد الكلور (بّي سي بي)، والأسبست، والطلاء رصاصي الأساس والرادون. دعا القسم الرابع من هذا القانون إلى اختبار المواد الكيميائية لتحديد أي آثار ضارة قد تحدث كنتيجة لها. ركز قطاع من وكالة حماية البيئة على «مراقبة الالتزام»، الذي يضمن اتباع الشركات الإرشادات التي وضعها قانون التحكم بالمواد السامة. وجدت مركبات ثنائي الفينيل متعدد الكلور في مواد إزالة الغبار، لذلك أثبتت قانون التحكم بالمواد السامة أهمية تخفيف هذه المادة الكيميائية في التنظيف المنزلي. ولكن، ركز قانون التحكم بالمواد السامة أساسًا على التطبيق الصناعي للمواد الكيميائية.
صدر قانون المياه النظيفة في عام 1972 الذي نظم معايير مياه الصرف الصحي وتوقعات جودة المياه. أدى هذا القانون إلى تنفيذ النظام الوطني للقضاء على تصريف الملوثات (إن بّي دي إي إس) التابع لوكالة حماية البيئة، والذي يتطلب تصاريح لتصريف الملوثات في الماء. سمح هذا بتنظيم أكثر صرامة فيما يتعلق بكميات الملوثات التي يمكن التخلص منها.